# Muara Aman (Teluk Dalam)
Muara Aman is een bestuurslaag in het regentschap Simeulue van de provincie Atjeh, Indonesië. Muara Aman telt 314 inwoners (volkstelling 2010).